# Chelon (rivière)
Pour les articles homonymes, voir Chelon.
La rivière Chelon (en russe : Шелонь) est une rivière de Russie, qui coule dans les oblasts de Pskov et de Novgorod. C'est un des principaux affluents du lac Ilmen, donc un sous-affluent de la Neva, par le lac Ilmen, la Volkhov puis le lac Ladoga.

## Géographie
Sa longueur est de 248 km. 

Les villes construites sur ses rives sont Porkhov et Soltsy. La rivière se jette dans le lac Ilmen (bassin versant de la Néva). Le bassin versant de la rivière a une superficie de 9 710 km2.

## Histoire
La bataille de la Chelon (14 juillet 1471) entre la Moscovie et la République de Novgorod s'est déroulée dans la ville de Soltsy et l'embouchure de la Chelon. Elle s'est terminée par la victoire des Moscovites, menés par le Duc Kholmski, et a conséquemment entraîné l'annexion de Novgorod par la Moscovie (1478).